# Mouriri guianensis
Pour les articles homonymes, voir Bois de mêche.
Espèce
Classification APG III (2009)
Statut de conservation UICN

 LC  : Préoccupation mineure
Synonymes
Selon Tropicos (25 février 2022)
- Eugenia brachybotrya DC.
- Mouriri polyantha Miq.
- Mouriri ulei Pilg.
- Mouriri weddellii Naudin
- Myrtus umbellata Desv. ex Ham.
- Petaloma mouriri Sw.

Mouriri guianensis est une espèce de plantes à fleurs de la famille des Melastomataceae (anciennement des Memecylaceae). Il s'agit de l'espèce type du genre Mouriri Aubl.. C'est un arbre ou un arbuste néotropical.

En Guyane, il est connu sous les noms de, Bois flèche, Bois de mêche (Créole), Topi (Boni), Wilde kers, Spikrie hoedoe, Pomike (Carib, Suriname).
On l'appelle aussi Socoró (nom partagé avec M. acutiflora), Cruili, Muriti, Murta de parida au Brésil, Mamuriballi dans le Démérara, Cascarito, Cometure au Venezuela.

## Description
Mouriri guianensis est un arbre ou une arbuste à feuilles persistantes, glabre à l'exception de l'inflorescence, haut de 10-20(30) m pour 50(60) cm de diamètre, à feuillage assez dense et bois très dur.
Les jeunes rameaux sont brun rougeâtre et lisses, cannelés ou dotés de 4 ailes étroites.
L'aubier est clair, et le duramen brun foncé, est durable.
Les feuilles sont opposées, simples, entières, à pétiole de (2)3 à 10 mm de long; limbe oblong, elliptique·oblong ou elliptique· ovale, de (4)6 à 12 cm de long et de 2 à 5 cm de large (L/l = 2 à 3), aigu ou brusquement acuminé à l'apex, aigu ou acuminé à la base, ferme ou subcoriace, légèrement rugueux sur les 2 faces, glabre, vert foncé mat dessus, plus clair dessous, à nervation pennée et nervures secondaires peu visibles.
Le pétiole est long de 1 à 5 mm.
Le limbe est de forme ovale à ovale-elliptique ou elliptique, à l'apex aigu à acuminé, à la base aiguë à arrondie ou faiblement cordée mesurant de 3-13 x 1,5-5,3 cm.
La nervure médiane est légèrement arrondie à plate au-dessus (rarement légèrement cannelée), et saillante en dessous (arrondie à la base, devenant bi-anguleuse plus loin).
Les nervures secondaires sont invisibles à proéminentes au-dessus et au-dessous (à l'état sec).
On note la présence de nombreuses petites cryptes stomatiques.
Les inflorescences en cymes axillaires, à 3-17 fleurs, sont longues de 1,5 à 2,5 cm, insérées sur les nœuds supérieurs sans feuilles, sur les rameaux jusqu'à 5 mm d'épaisseur, 1 ou 2 par côté.
Les axes de l'inflorescence, les pédicelles et parfois le bractées et la base de l'ovaire sont finement pubérulentes.
Le pédicelle est long de 1,6 à 11 mm et porte vers le milieu 2 bractées caduques lancéolées longues de 2-3 mm.
Les bractéoles sont proches de la base.
Les fleurs sont pentamères, hermaphrodites, avec le calice persistant.
Le calice et l'ovaire infère sont campanulés, de douleur jaune-vert à jaune ou brun, longs de 3,6-5,2 mm.
L'ovaire est avec un angle plus large, et parfois presque tronqué à la base lorsque l'on compte 4 ou 5 loges.
Les lobes du calice sont imbriqués, triangulaires et aigus à largement arrondis et souvent finement apiculé, mesurant 0,7-1,3(2) x 1,6-2,8 mm, avec les pétales dépassant avant l'anthèse.
Lors de l'anthèse, le calice se fend et s'étire entre les lobes sur une distance de 0-0,7 mm.
Les pétales sont de couleur blancs à roses, violets ou parfois jaunes, souvent plus foncés sur la nervure médiane ou pointe, de forme ovale-lancéolée, carrée ou arrondie à largement ovale à tronquée, longuement acuminés, mesurant 4-7 x 2-6(7) mm, à marge aiguë ou abrupte, érodée, et à base à onglets courts.
Les anthères sont de couleur jaunes ou parfois violettes ou blanches, longues de 2,1-3,2(4,1) mm, avec une thèque longue de 1,7-2,3 mm (0,7–0,8 fois la longueur de l'anthère), déhiscentes par des pores apicaux allongés.
On observe une glande longue de 0,3-1,2 mm, et une "queue" longue de 0,7-1 mm.
L'ovaire contient 1-5 loges contenant un total de 7-33 ovules axillaires-basaux.
Le style est long de 10-13 mm.
Le fruit sucré est comestible, de couleur orange à rouge ou parfois violet-noir, de forme oblongues-globuleuses à globuleuses (plus larges que hautes lorsqu'il contient plus d'une graine), parfois aplaties latéralement, d'environ 1,5 cm de diamètre.
Il est couronné par l'hypanthium haut de 6,5-15 mm, épais de 6,2-17 mm et souvent agrémenté de quelques lobes restant du calice.
La chair est de couleur orange pâle ou jaune foncé.
Il contient 1-3 graines brunes, lisses, longues de 6,7-9,4 mm pour 5,3-8 mm de large, et 5,1-7,4 mm d'épaisseur, de forme irrégulière et largement ellipsoïdes.
Le hile latéral-basal est large de 2,5-4,5 mm pour 1,5-3 mm de haut,,,.

## Répartition
Mouriri guianensis est répandu de Trinidad au nord et à l'est du Brésil (Pará, Amazonie) en passant par le Venezuela, le Guyana, le Suriname, la Guyane, et le Pérou.

## Écologie
Dans les Guyanes et au Venezuela, on rencontre Mouriri guianensis dans les forêts humides secondaires et anciennes, les savanes, les lieux ouverts et les bords de mer, généralement près de l'eau, souvent dans des endroits bas sujets aux inondations. Il est signalé sur les sols sablonneux et argileux, depuis le niveau de la mer jusqu'à 200(300) m d'altitude,.
Au Brésil, Mouriri guianensis est pollinisé à l'aube par l'abeille Megalopta amoena (Halictidae), et par Melipona subnitida, Augochlopsis sp. et Trigona sp..
La faune aquatique consomme les fruits de Mouriri guianensis. La résistance de ses graines à la dessiccation, leur germination, et la morphologie des plantules ont été documentées,.
Mouriri guianensis présente des variations morphologiques selon la région d'origine (taille des ovaires, nombre de loges et d'ovules, forme et texture du limbe et longueur du pétiole), ce qui aurait pour origine des isolements génétiques prolongés.
Dans une forêt inondée du Pantanal, Mouriri guianensis présente une répartition spatiale de ses populations sur un schéma groupé. On a estimé qu'une taille minimale de parcelle de 40 m x 40 m est nécessaire pour étudier les processus écologiques liés à cette espèce.
Mouriri guianensis résiste relativement bien aux inondations prolongées dans le Parc national de Jaú (Brésil).

## Utilisation
Le fruit de Mouriri guianensis est comestible, sucré, et peut être consommé cru,.
Mouriri guianensis présente un potentiel d'utilisation dans la restauration écologique des forêts ripicoles.

## Protologue

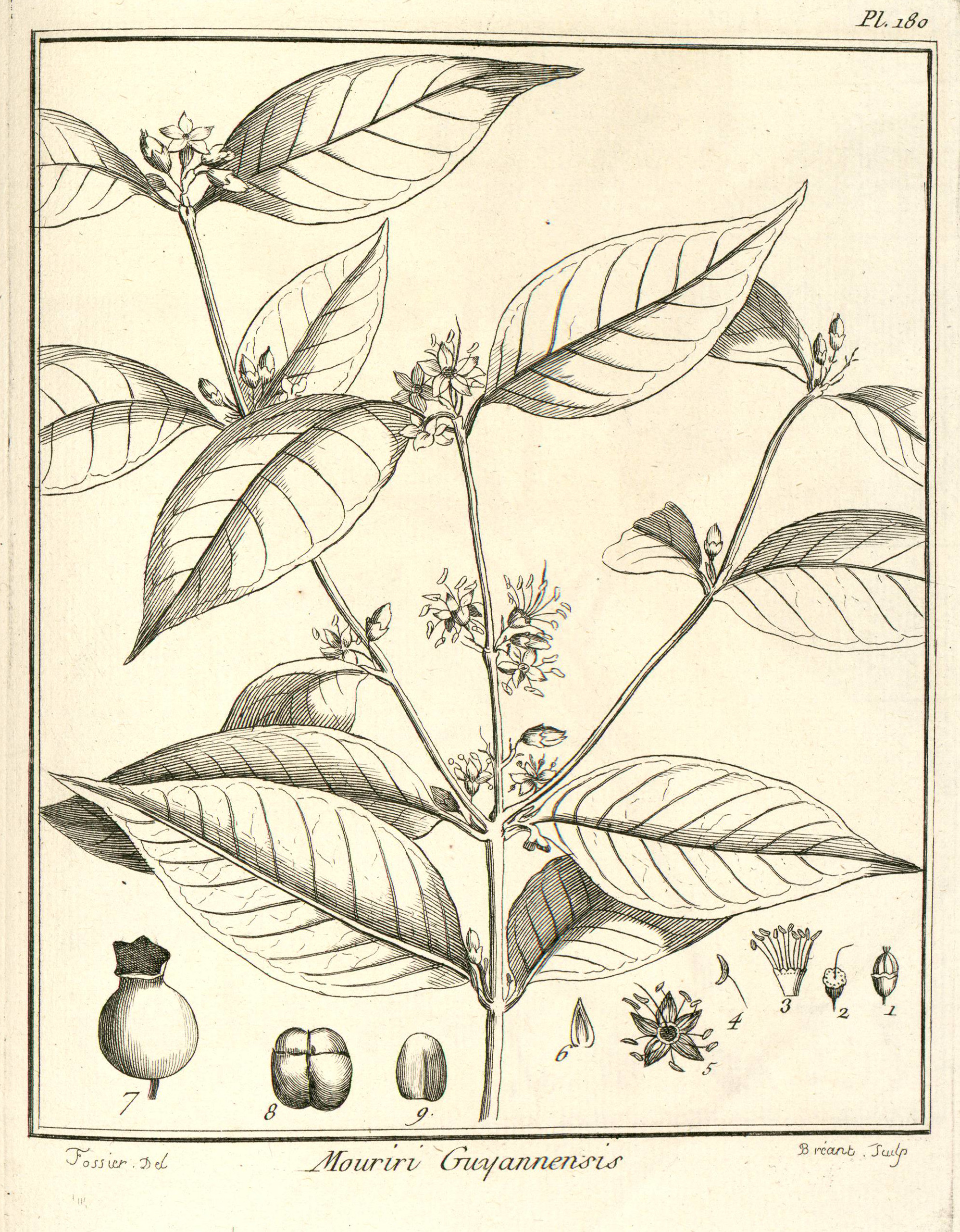
Mouriri guianensis par Aublet (1775)
Planche 180 : On a repréſenté un rameau de grandeur naturelle, ainſi que les fleurs & les parties détachées. - 1. Bouton de fleur. - 2. Calice. Style. Stigmate. - 3. Calice couvert. Étamines. - 4. Étamine. - 5. Corolle. Étamines. Diſque. - 6. Pétale. - 7. Baie. - 8. Quatre ſemences telles qu'elles ſont rangées dans la baie. - 9. Semence ſéparée..

En 1775, le botaniste Aublet propose le protologue suivant : 

« MOURIRI Guianenſis. (Tabula 180.)
Arbor trunco quadraginta-pedali, in ſummitate ramoſo ; ramis latè, & undiquè ſpartis ; ramulis nodolis. Folia ad ſingulos nodos bina, oppoſita, ovata, acuminata, glabra, rigida, integerrima, brevi petiolata. Flores corymboſi ; corymbis oppoſitis, axillaribus. Bractea minima ad baſim pedunculi communis, & pedunculorum partialium, binæ calici ſubpolitæ.
Florebat Novembri, fructum ferebat Januario.
Habitat in ſylvis Sinemarienſibus, & propè prædium Domini Duchaſſis.
Nomen Caribæum MOURIRICHIRA.

LE MOURIRI de la Guiane. (PLANCHE 180.)
Le tronc de cet arbre a trente & même quarante pieds de hauteur, ſur un pied & demi de diamètre. Son écorce eſt griſâtre ; l'on bois eſt blanchâtre, dur & compacte. Il pouſſe à ſon ſommet un grand nombre de branches, les unes droites & les autres inclinées, qui ſe répandent en tous ſens. Ces branches ſont chargées de RAMEAUX noueux, garnis à chaque nœud de deux feuilles oppoſées, liſſes, entières, vertes, fermés, épaiſſes, ovales, terminées par une longue pointe. Leurs nervures ne ſont preſque pas apparentes. Leur pédicule eſt très court, convexe en deſſous, creuſé en gouttiere en deſſus.
Les fleurs naiſſent aux aiſſelles de deux feuilles, & ſont oppoſées par petits bouquets dont les branches ont à leur baſe une petite écaille, de même que le pédoncule de chaque fleur. On remarque auſſi deux écailles oppoſées au deſſous du calice de la fleur.
Le calice eſt d'une ſeule pièce arrondie, évaſée en forme de coupe, à cinq dents verdâtres.
La corolle eſt à cinq pétales jaunes, fermés, épais, aigus, attaches par un large onglet au deſſous des diviſions du calice.
Les étamines ſont au nombre de dix, rangées ſur la paroi ſupérieure du calice, au deſſous des pétales. Leurs filets ſont d'inégale longueur, grêles, jaunes. L'anthère eſt jaune, oblongue, liſſe en dehors, ſillonnée en ſa face interne, & ſéparée en deux bourſes.
Le piſtil eſt un ovaire emboëté dans le fond du calice, avec lequel il fait corps ; il eſt ſurmonté d'un style long, terminé par un stigmate aigu.
L'ovaire, conjointement avec le calice, devient une baie jaune, tachée de points rouges. Elle contient quatre semences anguleuſes, arrondies à leur face extérieure & à leur ſommet ; elles ſont attachées au fond de la baie.
Cet arbre eſt nommé MOURIRICHIRA par les Galibis.
II croît dans les forêts qui ſont près du grand & dernier fault de la rivière de Sinémari.
II étoit en fleur dans le mois de Novembre.
J'ai trouvé un pied de cet arbre ſolitaire moins élevé & moins gros, chargé de fruit ; c’étoit en Janvier, dans la ſavane dépendante de l’habitation de M. Duchaſſis.
On a repréſenté un rameau de grandeur naturelle, ainſi que les fleurs & les parties détachées. »

— Fusée-Aublet, 1775.